# Hang Loose Santa Catarina Pro
Pour les articles homonymes, voir Santa Catarina (homonymie).
Santa Catarina Pro est la dixième et avant-dernière épreuve de Championnat du monde de surf. Ces dernières années, l'événement a été parrainé par Billabong sous le nom de Nova SCHINA Festival présenté par le Brésil WCT Billabong. Depuis l'édition 2007 l’épreuve est présentée par l'entreprise brésilienne de surf Hang Loose.
L’épreuve se déroule à Imbituba, dans l'État brésilien de Santa Catarina (à la fin octobre et début novembre en 2007 et 2008, fin juin et début juillet en 2009). À Imbituba et Joaquina on trouve les meilleures vagues du Brésil. Le surf professionnel a visité ce pays depuis trente ans dans des endroits comme Rio de Janeiro, Barra de Tijuca et Saquarema, mais les trois dernières années, l' ASP a fixé un test dans la ville de Florianópolis sous le patronage de Billabong, la marque de bière brésilienne Nova SCHINA et depuis 2007 le fabricant de vêtements Hang Loose.

## Derniers événements
- 2009

| Place | Champion         | Nationalité |
| ----- | ---------------- | ----------- |
| 1er   | Kelly Slater     | États-Unis  |
| 2e    | Adriano De Souza | Brésil      |
| 3e    | Joel Parkinson   | Australie   |
| 3e    | C. J. Hobgood    | États-Unis  |

- 2008

| Place | Champion            | Nationalité |
| ----- | ------------------- | ----------- |
| 1er   | Bede Durbidge       | Australie   |
| 2e    | Jérémy Florès       | France      |
| 3e    | Mikaël Picon        | France      |
| 3e    | Frederick Patacchia | Hawaï       |

- 2007

| Place | Champion       | Nationalité |
| ----- | -------------- | ----------- |
| 1er   | Mick Fanning   | Australie   |
| 2e    | Kai Otton      | Australie   |
| 3e    | Tom Whitaker   | Australie   |
| 3e    | Joel Parkinson | Australie   |

- 2006

| Place | Champion            | Nationalité |
| ----- | ------------------- | ----------- |
| 1er   | Mick Fanning        | Australie   |
| 2e    | Damien Hobgood      | États-Unis  |
| 3e    | Phillip MacDonald   | Australie   |
| 3e    | Frederick Patacchia | Hawaï       |

## Précédents Vainqueurs
| Année | Champion       | Nationalité |
| ----- | -------------- | ----------- |
| 2005  | Damien Hobgood | États-Unis  |
| 2004  | Taj Burrow     | Australie   |
| 2003  | Kelly Slater   | États-Unis  |